# Мария Франциска фон Зулцбах
Мария Франциска Доротея Кристина фон Зулцбах (на немски: Maria Franziska Dorothea Christina, Pfalzgräfin von Sulzbach; * 15 юли 1724, Швецинген; † 15 ноември 1794, Зулцбах-Розенберг) е пфалцграфиня от Зулцбах и чрез женитба пфалцграфиня и херцогиня на Цвайбрюкен-Биркенфелд.

## Произход
Дъщеря е на наследствения принц Йозеф Карл фон Зулцбах (1694 – 1729) и графиня Елизабет Августа София фон Пфалц-Нойбургска (1693 – 1728).

## Семейство
Омъжена е през 1746 г. за Фридрих Михаел фон Пфалц-Цвайбрюкен (1724 – 1767), от който има пет деца:
- Карл II Август (1746 – 1795)
- Клеменс Август Йозеф Фридрих (1749 – 1750)
- Мария Амалия Августа (1752 – 1828), омъжена 1769 за курфюрст Фридрих Авуст III, саксонски крал
- Мария Ана (1753 – 1824), омъжена 1780 за херцог Вилхелм Баварски
- Максимилиан I Йозеф (1756 – 1825), баварски крал